# Società Sportiva delle Signe 1939-1940
Questa voce raccoglie le informazioni riguardanti la  Società Sportiva delle Signe  nelle competizioni ufficiali della stagione 1939-1940.

## Rosa
| N. |                   | Ruolo | Calciatore      |
| -- | ----------------- | ----- | --------------- |
|    | Italia (bandiera) | D     | Silvano Balli   |
|    | Italia (bandiera) | A     | Giulio Becagli  |
|    | Italia (bandiera) | C     | Elio Bertini    |
|    | Italia (bandiera) | A     | Liliano Bertini |
|    | Italia (bandiera) | D     | Renzo Bianchini |
|    | Italia (bandiera) | C     | Ubaldo Bonciani |
|    | Italia (bandiera) | C     | Giorgio Ciardi  |
|    | Italia (bandiera) | P     | Mario Ercoli    |
|    | Italia (bandiera) | C     | Roberto Fossi   |
|    | Italia (bandiera) | A     | Zino Franci     |
|    | Italia (bandiera) | D     | Antonio Frugoli |

| N. |                   | Ruolo | Calciatore          |
| -- | ----------------- | ----- | ------------------- |
|    | Italia (bandiera) | D     | Turiddo Gheri       |
|    | Italia (bandiera) | D     | V. Gheri            |
|    | Italia (bandiera) | D     | Augusto Mazzoni     |
|    | Italia (bandiera) | A     | R. Michelagnoli     |
|    | Italia (bandiera) | D     | Raffaello Nannucci  |
|    | Italia (bandiera) | D     | Moreno Nesti        |
|    | Italia (bandiera) | A     | Sergio Pasquinucci  |
|    | Italia (bandiera) | A     | Otello Ricci        |
|    | Italia (bandiera) | C     | Alessandro Rinaldi  |
|    | Italia (bandiera) | P     | Francesco Scopetani |
|    | Italia (bandiera) | A     | Silvano Zaratti     |